# Кляйнлютцель
Кляйнлютцель (нім. Kleinlützel) — громада  в Швейцарії в кантоні Золотурн, округ Тірштайн.

## Географія
Громада розташована на відстані близько 55 км на північ від Берна, 27 км на північ від Золотурна.
Кляйнлютцель має площу 16,3 км², з яких на 4,5% дозволяється будівництво (житлове та будівництво доріг), 35,9% використовуються в сільськогосподарських цілях, 59,2% зайнято лісами, 0,4% не є продуктивними (річки, льодовики або гори).

## Демографія
2019 року в громаді мешкало 1238 осіб (-1,9% порівняно з 2010 роком), іноземців було 10,3%. Густота населення становила 76 осіб/км².
За віковим діапазоном населення розподілялося таким чином: 18,7% — особи молодші 20 років, 57,2% — особи у віці 20—64 років, 24,1% — особи у віці 65 років та старші. Було 535 помешкань (у середньому 2,3 особи в помешканні).
Із загальної кількості 373 працюючих 57 було зайнятих в первинному секторі, 201 — в обробній промисловості, 115 — в галузі послуг.